# Franklyn Gracesqui
Franklyn Benjamin Gracesqui (nacido el 20 de agosto de 1979 en Santo Domingo) es un lanzador zurdo dominicano que jugó en las Grandes Ligas para los Marlins de la Florida durante la temporada 2004. Gracesqui fue drafteado en la ronda 21 del draft de la Major League Baseball de 1998 por los Azulejos de Toronto. El 16 de diciembre de 2002, fue reclamado por los Marlins de la Florida en la Regla 5 e hizo su debut en Grandes Ligas en 2004 con los Marlins, lanzando siete juegos. Gracesqui se convirtió en agente libre tras la temporada 2005 y firmó un contrato de ligas menores con los Orioles de Baltimore. Después de que los Orioles le concedieran la agencia libre a finales de 2006, Gracesqui firmó con los Dragones de Chunichi en Japón para la temporada 2007. En 17 apariciones como relevista, Gracesqui terminó con un récord de 3-0 y una efectividad de 2.35. Se convirtió en agente libre al final de la temporada. Gracesqui lanzó para York Revolution y Laredo Broncos en 2010. Se reportó a los entrenamientos de primavera con los Yuma Scorpions el 14 de mayo de 2011.